# Roseraie de L’Haÿ

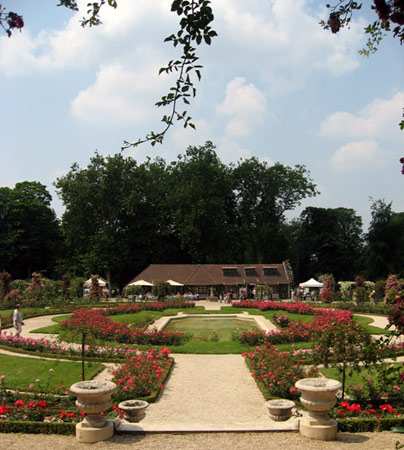
Roseraie de L’Haÿ

Roseraie de L’Haÿ, znane również pod nazwą Roseraie du Val-de-Marne – rozarium położone we francuskim mieście L’Haÿ-les-Roses, założone w 1899 roku.
Mieszczące się w odległości około ośmiu kilometrów od stolicy Francji, Paryża rozarium zostało zaprojektowane przez francuskiego architekta krajobrazów Édouarda André oraz ogrodnika, Jules’a Gravereaux. Rozarium w L'Hay uważa się za jeden z pierwszych ogrodów przeznaczonych wyłącznie do hodowania i eksponowania róż. Zajmuje 1,5 ha.
Obecnie na terenie rozarium, dawniej podzielonym na trzynaście osobnych sekcji, rośnie około 16 000 róż występujących w ponad 3300 gatunkach i odmianach. Współczesne odmiany francuskie i zagraniczne zebrane są w jednej części, podczas gdy po przeciwnej stronie uprawiane są tradycyjne i dawne odmiany róż. W części centralnej rozarium znajduje się regularny ogród różany z niewielkim stawem.